# Понте (Вале д'Аоста)
Вижте пояснителната страница за други значения на Понте.
Понтѐ (на италиански и на френски: Pontey) е село и община в Северна Италия, автономен регион Вале д'Аоста. Разположено е на 523 m надморска височина. Населението на общината е 821 души (към 2013 г.).